# Theodore G. Croft
Theodore Gaillard Croft (* 26. November 1874 in Aiken, Aiken County, South Carolina; † 23. März 1920 ebenda) war ein US-amerikanischer Politiker. Zwischen 1904 und 1905 vertrat er den Bundesstaat South Carolina im US-Repräsentantenhaus.

## Werdegang
Theodore Croft war der Sohn des Kongressabgeordneten George W. Croft (1846–1904). Er besuchte die öffentlichen Schulen seiner Heimat und danach bis 1895 die Bethel Military Academy in Warrenton (Virginia). Nach einem anschließenden Jurastudium an der University of South Carolina in Columbia und seiner im Jahr 1897 erfolgten Zulassung als Rechtsanwalt begann er in Aiken in seinem neuen Beruf zu arbeiten.
Croft war Mitglied der Demokratischen Partei. Nach dem Tod seines Vaters im März 1904 wurde er bei der fälligen Nachwahl im zweiten Wahlbezirk von South Carolina als dessen Nachfolger in das US-Repräsentantenhaus in Washington, D.C. gewählt. Dort trat er am 17. Mai 1904 sein neues Mandat an. Da er bei den regulären Wahlen des Jahres 1904 auf eine erneute Kandidatur verzichtete, konnte Croft bis zum 3. März 1905 lediglich die angebrochene Legislaturperiode seines Vaters im Kongress beenden.
In der Folge arbeitete Theodore Croft wieder als Rechtsanwalt. In den Jahren 1907 und 1908 saß er als Abgeordneter im Repräsentantenhaus von South Carolina; von 1909 bis 1912 gehörte er dem Staatssenat an. Kurz vor dem Ende des Ersten Weltkrieges trat er am 29. Oktober 1918 in die US Army ein. Er wurde in ein Ausbildungslager geschickt und verblieb dort bis zum 5. Dezember desselben Jahres. Anschließend arbeitete er wieder bis zu seinem Tod am 23. März 1920 wieder als Anwalt.